# Екехардини
Екехардините (на немски: Ekkehardiner) са стар немски благороднически род от територията на Тюрингия. Те дават от 985 г. до изчезването на рода през 1046 г. маркграфовете на Майсен.
Екехард от Мерзебург († 30 август 954), 949/950 граф – вероятно произлиза от Екехард († 936), внук на Лиудолф (херцог на Саксония) от род Лиудолфинги –
има син Гунтер († 982), който получава от крал Ото I през 965 г. Маркграфство Мерзебург, става маркграф на Майсен и се жени за Добрава (от род Пршемисловци), дъщеря на чешкия княз Болеслав I, която 965 г. се омъжва за полския херцог Мешко I (от род Пясти). Гунтер има син Екехард I (* 960; † 1002), който е макрграф на Майсен.

## Маркграфове на Майсен
- 965–982: Гунтер, син на граф Екехард от Мерзебург
- 985–1002: Екехард I, син на Гунтер и Добрава
- 1002–1009: Гунзелин, брат на Екехард I
- 1009–1038: Херман I, син на Екехард I
- 1038–1046: Екехард II, син на Екехард I